# Cleistanthus semiopacus
Cleistanthus semiopacus är en emblikaväxtart som beskrevs av Ferdinand von Mueller och George Bentham. Cleistanthus semiopacus ingår i släktet Cleistanthus och familjen emblikaväxter.
Artens utbredningsområde är Queensland. Inga underarter finns listade i Catalogue of Life.